# Варненська битва (1912)
Варненська битва (болг. Битката при Варна) — битва, що відбулася 8 листопада 1912 року в ході Першої Балканської війни між військовими кораблями Болгарії та Османської імперії.

## Передумови
Після значних втрат, що зазнала Османська імперія в боях при Лозенградській та Люлебургасько-Бунархисарська операціях, османи відчайдушно потребували поповнення запасів зброї, боєприпасів та продуктів харчування з Німеччини та Австро-Угорщини. Вся провізія звозилася в румунський порт Констанца, а звідти перевозилася на кораблі до Стамбулу.
Болгарське узбережжя (міста Варна, Каварна, Бургас, мис Еміне) неодноразово бомбардувалися турецьким флотом. 29 жовтня капітан турецького крейсера «Хамидие» наполягає на тому, щоб Варна та Балчик здатися, в іншому випадку вони будуть знищені.

## Битва
8 листопада Головний штаб Варненського флоту отримав звіт про те, що 2 вантажних корабля направляються з Констанци до Стамбула. Берегова охорона підтверджує наявність турецьких військових кораблів у районі мису Каліакра і наказує потопити або захопити їх.
О 22:30 4 міноносці болг. «Дръзки», «Летящи», «Смели», «Строги» під загальним командуванням капітана II рангу Дімітара Добрева вийшли з порту. В 00:30 вони помітили великий корабель у 32 км від Варни, який, на їхню думку, був крейсером болг. «Хамидие». О 0:40 флагман «Летящи» подає сигнал атаки, і через п'ять хвилин випускає торпеду з відстані 500—600 м. Османи реагують інтенсивним вогнем. Флагмани «Смели» та «Строги» також намагалися торпедувати ворога, але вони промахуються.
У флагман «Смели» потрапляє снаряд. Ситуація стає критичною, коли османські антиторпедні кораблі прибувають на допомогу крейсеру «Хамидие», а болгарським моряки з суден досі не вдається впоратися з пошкодженнями.
Важливу роль в битві відіграв мічман міноносця «Дръзки» Георгі Купов, саме з його корабля був зроблений постріл, який влучив в ніс крейсера противника. «Хамидие» отримав пробоїну площею 10 м² і не потонув лише тому, що море було спокійним під час його відступу до Босфору. Османи втратили 8 чоловік, ще 30 отримали поранення.
Після короткого артилерійського обстрілу «Дръзки» повертається в порт. Вранці міноносці прибувають до Варни. З болгарської сторони був поранений один офіцер з корабля «Смели».